# Alexandre Devarennes
Alexandre Devarennes est un réalisateur français né Alexandre Durand le 11 juin 1887 à Paris et mort le 15 mai 1971 à Puteaux.
Il est connu pour être le découvreur de l'actrice Suzanne Bianchetti.

## Biographie
Après avoir suivi les cours de Mounet-Sully au Conservatoire d'art dramatique à Paris, Alexandre Devarennes travaille dans différents théâtres parisiens (Il joue notamment dans L'Apôtre à l'Odéon, en 1911). Il administre le théâtre de Malakoff. En 1911, au théâtre Fémina, il tient le rôle de Yaour dans la pièce de Raymond Roussel Impressions d'Afrique. Il la rejoue au théâtre Antoine en 1912, et la met en scène lors de la tournée d'été,.
Il est assistant-metteur en scène chez Pathé-Cinéma de 1910 à 1913, il tourne dans Une Passion de Jésus en 1911 sous la direction de Camille de Morlhon. Pour la société des Grands Films populaires, Alexandre Devarennes adapte La Fille du garde-chasse, d'Alexandre Fontanes et Louis Décori. Pour la société Aubert, il tourne La Goualeuse, Toinon la ruine, de Gustave Toudouze père et Paul Féval fils. Pour la Gaumont, il réalise en 1914 Le Saut infernal .
Durant le premier conflit mondial, il est affecté à la Section photographique et cinématographique des Armées. Il réalise des films de propagande : La Femme française pendant la guerre (1917), Trois familles (1918). La SPCA l'envoie fin 1917 en Italie. Dans les studios de la Lombardo Films à Naples, il réalise d'après Balzac, Vautrin, Trompe-la-Mort (La dernière incarnation de Vautrin). A la fin du contrat avec la Lombardo Films, Devarennes tourne en 1918, toujours à Naples, la comédie de René Jeanne Pour que Maman ne pleure plus, puis La Donna di trent'anni (La Femme de trente ans) pour la nouvelle société italienne Paris-Films. Or, Paul Féval Fils ayant créé dès 1915 la société Paris-Films, il reproche à Devarennes cette dénomination,. Celui-ci niera toute responsabilité, car n'ayant eu aucun rôle dans cette firme.
En 1919, Devarennes rentre en France et tourne Nuit de Noël, Riquette et le nouveau riche, puis Riquette se marie. En 1922, il réalise à la demande de la SPCA le documentaire La Marine française,,, dont une version abrégée (16'50) et sonorisée sera faite en 1960 .
En 1923, André de Fouquières dirige un film sur la grande saison de Paris, que Devarenne met en scène,.
En 1927, Devarenne est représentant selon l'annuaire général de la cinématographie.
En 1930, il revient au théâtre comme directeur de tournée des pièces 3 000 degrés à l’ombre (vaudeville de André Mycho) et  Bridge à trois (pièce de René Jeanne et Georges de Wissant)
Sa carrière cinématographique se termine en 1942 
Devarennes sera ensuite professeur à l’École supérieure de musique, de déclamation et de danse.
Il réalisera vers 1960 des documentaires en collaboration avec Paul Léon, sur les grands monuments historiques de Paris (L’Arc de triomphe de l’Étoile, Le Palais de Justice).

## Filmographie partielle
(source IMDb)
- 1912 : La Fille du garde-chasse avec Jean Kemm, Damorès et Henri Darcet[23]
- 1915 : La Goualeuse (co-réalisé avec Georges Monca) avec Jane Marnac, Jean Toulout, Henri Bosc
- 1916 : Toinon la ruine avec Jean Yonnel, Albert Dieudonné et Yvonne Villeroy[24]
- 1917 : La Femme française pendant la guerre avec Suzanne Bianchetti et la participation de Ferdinand Foch[25] (scénario : René Jeanne )
- 1918 : Rose di passione avec Alberto Casanova, Edy Darclea, Americo Di Giorgio, Argenide Scalembretti, Olga Paradisi et Mme Devarennes[26]
- 1918 : La principessa Maria avec Alberto Casanova, Edy Darclea, Americo De Giorgio, Nadir De Lucia, Dante Paletti, Olga Paradisi et Alexandre Devarennes[27]
- 1918 : Riquette et le nouveau riche avec Suzanne Bianchetti et Semery[28]
- 1918 : Riquette se marie avec Marie Richard et Suzanne Bianchetti[29]
- 1919 : Trois familles  avec Séverin-Mars, Jean Toulout, Henri Bosc[30], Émile Drain, Berthe Jalabert, Suzanne Bianchetti, Max Barbier, Jules Coizeau, Suzanne de Behr et Florian[31] (scénario : René Jeanne et Henri Hertz)[32]
- 1919 : Vautrin avec Giovanni Grasso, Mary Corwyn et Alberto Casanova[33]
- 1919 : Galeotto contro Galeotto (Vautrin contre Rastignac) (disparu)[8]
- 1919 : Pour que Maman ne pleure plus, comédie de René Jeanne[34]
- 1920 : La Donna di trent'anni avec Alberto Danza, Carlo Gervasio, Matilde Granillo, Paolo Nocito, Pietro Pezzullo, Rossana et Gianna Terribili-Gonzales[35] (adaptation de René Jeanne)
- 1920 : Tromp-la-Mort (La dernière incarnation de Vautrin)  avec Giovanni Grasso et Alberto Casanova[36]